# Sauna Tour
Sauna Tour är en turné av den finlandssvenska humorgruppen Kaj som genomförs under sommaren 2025 i Finland och Sverige. Turnén inleds den 24 maj i Stockholm och avslutas den 24 augusti i Uppsala. Under turnén uppträder gruppen på ett flertal festivaler och evenemang, inklusive stora sommarfestivaler som Provinssi i Seinäjoki och Ruisrock i Åbo. Under turnén uppträder gruppen mestadels till förinspelad musik även om Kevin Holmström och Axel Åhman ibland kompletterar med gitarr respektive bas.
Melodifestivalen skedde för Kajs del mitt under en pågående lågintensiv turné efter albumet Karar i arbeit. När Eurovision Song Contest 2025 avslutats gav sig Kaj ut en ny turné som fått namn efter låten Bara bada bastu som de tävlat i Eurovision med. Ljusrampen på scen är inbyggd i något som ser ut som bänkarna i en bastu. 

## Turnéplan
Turnén omfattar omkring 35 spelningar i både Sverige och Finland, på både kända festivaler och mindre orter.. Under stoppet i Skellefteå fick gruppen ta emot priset som Årets bastufrämjare av Svenska Bastuakademien.
| Datum           | Stad         | Spelplats              | Land    |
| --------------- | ------------ | ---------------------- | ------- |
| 24 maj 2025     | Stockholm    | Gröna Lund             | Sverige |
| 25 maj 2025     | Furuvik      | Furuviksparken         | Sverige |
| 26 maj 2025     | Skellefteå   | Sara Kulturhus         | Sverige |
| 29 maj 2025     | Göteborg     | Liseberg               | Sverige |
| 30 maj 2025     | Glanshammar  | Humlehagen             | Sverige |
| 31 maj 2025     | Umeå         | Skeppsbron             | Sverige |
| 13 juni 2025    | Tammerfors   | Radio Nova Festival    | Finland |
| 26 juni 2025    | Björneborg   | Suomiareena            | Finland |
| 27 juni 2025    | Karleby      | Mustakari Memories     | Finland |
| 28 juni 2025    | Seinäjoki    | Provinssirock          | Finland |
| 2 juli 2025     | Helsingfors  | Nordis Live            | Finland |
| 4 juli 2025     | Åbo          | Ruisrock               | Finland |
| 5 juli 2025     | Vasa         | Drömmen                | Finland |
| 6 juli 2025     | Aitoo        | Aitoon Kirkastusjuhlat | Finland |
| 9 juli 2025     | Rättvik      | Dalhalla               | Sverige |
| 10 juli 2025    | Gotland      | Grå Gåsen              | Sverige |
| 11 juli 2025    | Kristianstad | Tivoliparken           | Sverige |
| 12 juli 2025    | Hasslö       | Hasslöfestivalen       | Sverige |
| 12 juli 2025    | Båstad       | Norrvikens trädgårdar  | Sverige |
| 18 juli 2025    | Malmö        | Pildammsparken         | Sverige |
| 19 juli 2025    | Borgholm     | Solliden               | Sverige |
| 20 juli 2025    | Borgholm     | Solliden               | Sverige |
| 24 juli 2025    | Piteå        | PDOL, Kitteltältet     | Sverige |
| 25 juli 2025    | Mariehamn    | Rockoff                | Finland |
| 25 juli 2025    | Uleåborg     | Qstock                 | Finland |
| 26 juli 2025    | Helsingborg  | Ångfärjeparken         | Sverige |
| 27 juli 2025    | Vadstena     | Vadstena slott         | Sverige |
| 1 augusti 2025  | Arvika       | Arvika hamnfest        | Sverige |
| 7 augusti 2025  | Borgå        | Konstfabriken          | Finland |
| 9 augusti 2025  | Rovaniemi    | Simerock               | Finland |
| 9 augusti 2025  | Malax        | Åminne Folkpark        | Finland |
| 15 augusti 2025 | Jakobstad    | Project Liv Arena      | Finland |
| 16 augusti 2025 | Ekenäs       | Raseborg Summerfest    | Finland |
| 17 augusti 2025 | Esbo         | Supersunnuntai         | Finland |
| 19 augusti 2025 | Kiruna       | Stadshustorget         | Sverige |
| 20 augusti 2025 | Åbo          | Logomon Terassikesä    | Finland |
| 22 augusti 2025 | Djurö        | Folkparken Djurönäset  | Sverige |
| 23 augusti 2025 | Kumla        | Sommar i Kumla         | Sverige |
| 24 augusti 2025 | Uppsala      | Parksnäckan            | Sverige |